# Всеукраинское объединение тренеров по футболу
Всеукраинское объединение тренеров по футболу (укр. Всеукраїнське об'єднання тренерів з футболу) — всеукраинская общественная спортивная организация, основанная в 2016 году. Главная цель её деятельности — повышение статуса, имиджа и престижа украинского тренера по футболу. Для ее реализации планируется проведение ряда мероприятий, которые позволят значительно улучшить защищенность, информированность, профессиональный рост отечественных тренеров.
Всеукраинское объединение тренеров по футболу тесно сотрудничает с Федерацией футбола Украины, AFCEA  (англ.)(Альянс европейских ассоциаций футбольных тренеров), а также организаторами чемпионата Украины, профсоюзами, другими футбольными объединениями.

## История
На инициативу Заслуженного тренера Украины Анатоля Бузника по созданию Всеукраинского объединения тренеров по футболу с энтузиазмом откликнулись специалисты футбола, она была одобрена ФФУ, УПЛ, ПФЛ, коллегами из аналогичных зарубежных организаций.
19 мая 2016 года в Доме футбола в столице Украины был проведён внеочередной съезд Всеукраинского объединения тренеров по футболу, на котором было выбрано руководство и правление организации.
Среди участников внеочередного съезда было и много известных отечественных специалистов: Николай Павлов, Йожеф Сабо, Вячеслав Грозный и другие тренеры. Создание объединения украинских тренеров поддержали также Андрей Шевченко, Олег Блохин, Мирон Маркевич, Сергей Ребров, Юрий Вернидуб, которые не присутствовали на съезде по уважительным причинам. Перед присутствующими выступил президент Федерации футбола Украины Андрей Павелко, который заверил в поддержке нового начинания.
Всеукраинское объединение тренеров по футболу заботится о ветеранах. Объединение инициирует создание музея «История и традиции украинского тренерской школы», чтобы сохранить для новых поколений выдающиеся имена Лобановского, Прокопенко, Кучеревского.
На сегодняшний день Всеукраинское объединение тренеров по футболу уже объединило несколько десятков ведущих отечественных специалистов. В планах — создание всеукраинской сети объединения, проведение разнообразных мероприятий и дальнейшая плодотворная работа на благо украинского футбола.

## Руководство
- Николай Петрович Павлов — Президент
- Анатолий Иванович Бузник — Генеральный секретарь

### Члены Правления
- Семён Иосипович Альтман — член правления
- Леонид Иосифович Буряк — член правления
- Юрий Николаевич Вернидуб — член правления
- Анатолий Иванович Волобуев — член правления
- Вячеслав Викторович Грозный — член правления
- Мирон Богданович Маркевич — член правления
- Сергей Станиславович Ребров — член правления
- Валерий Николаевич Шамардин — член правления
- Андрей Николаевич Шевченко — член правления